# شاهن پطروسیان (سیاستمدار)
شاهن گورگنی پطروسیان (ارمنی: Շահեն Գուրգենի Պետրոսյան؛ زادهٔ ۱۴ ژوئیهٔ ۱۹۵۵) یک  سیاستمدار اهل ارمنستان است که از تاریخ ۱۹۹۰ تا تاریخ ۱۹۹۵ سمت نمایندگی دوره اول شورای عالی جمهوری ارمنستان را برعهده داشت.

## زندگی‌نامه
در ۱۴ ژوئیهٔ ۱۹۵۵ ‏در ارمنستان به دنیا آمد . 